# Кавычки
Кавы́чки — парный знак препинания, который употребляется для выделения прямой речи, цитат, отсылок, названий предприятий, литературных произведений, газет, журналов, а также отдельных слов, если они включаются в текст не в своём обычном значении, используются в ироническом смысле, предлагаются впервые или, наоборот, как устаревшие и тому подобное.

## История
Одна из самых первых попыток установить правила употребления кавычек в славянских языках (а следовательно, и в русском) была предпринята болгарским учёным XV века Константином Философом в главе 17 его трактата «О письменехъ». Кавычки, рекомендуемые Константином, выглядели фактически так же, как и современные ёлочки, и применялись для цитирования фраз из псевдографических сочинений. Славянские кавычки, как и большинство дополнительных значков славянской письменности, имеют своё происхождение из практики написания греческих рукописей того времени.

## Основные виды кавычек
По своему рисунку различают следующие виды кавычек:
| Тип                                              | Внешний вид                              |
| ------------------------------------------------ | ---------------------------------------- |
| Французские кавычки («ёлочки» или «шевроны»)     | «ёлочки» и « ёлочки с отбивкой »         |
| Одиночные ёлочки                                 | ‹одиночные› и ‹ одиночные с отбивкой ›   |
| Французские «лапки»                              | французские ‟лапки”                      |
| Немецкие (а тж. чешские и др.) кавычки («лапки») | „лапки“                                  |
| Одиночные немецкие «лапки»                       | ‚одиночные лапки‘                        |
| Английские двойные кавычки                       | “английские двойные”                     |
| Английские одиночные кавычки                     | ‘английские одиночные’                   |
| Польско-венгерские кавычки                       | „польские и венгерские кавычки”          |
| Одиночные польско-венгерского типа               | ‚одиночные польско-венгерские’           |
| Шведско-немецкие обратные кавычки без отбивки    | »шведские и немецкие«                    |
| Обратные одиночные ёлочки без отбивки            | ›шведские и немецкие обратные одиночные‹ |
| Скандинавские ёлочки                             | »шведские и финские»                     |
| Скандинавские одиночные ёлочки                   | ›шведские и финские одиночные›           |
| Скандинавские двойные кавычки                    | ”шведские и финские”                     |
| Скандинавские и венгерские одиночные             | ’шведские, финские и венгерские’         |
| Итальянские и албанские лапки                    | “итальянские и албанские„                |
| Итальянские и албанские одиночные лапки          | ‘итальянские и албанские одиночные‚      |
| Классические марровские кавычки                  | ‛марровские’                             |
| Японские кавычки (каги)                          | 「японские」                             |
| Японские двойные кавычки (футаэ каги)            | 『японские двойные』                     |

## Кавычки в русском языке

### Вложенные кавычки
В русском языке традиционно применяются французские «ёлочки», а для кавычек внутри кавычек и при письме от руки — немецкие „лапки“.
Пример со вложенными кавычками:
Правильно:
«„Цыганы“ мои не продаются вовсе», — сетовал Пушкин.
Неправильно:
««Цыганы» мои не продаются вовсе», — сетовал Пушкин.
Если по техническим причинам невозможен набор кавычек другого рисунка, кавычки одного рисунка рядом не повторяются. Поэтому допусти́м, хотя и нежелателен (лучше выделить цитату каким-либо способом, позволяющим снять внешние кавычки), следующий вариант:
Допустимо:
«Цыганы» мои не продаются вовсе», — сетовал Пушкин.

### Кавычки в конце предложения
Если при цитировании взятый в кавычки текст заканчивается точкой, то её выносят из текста и ставят после закрывающей кавычки. Если текст заканчивается многоточием либо вопросительным или восклицательным знаком, причём цитата является самостоятельным предложением (а не членом предложения, в которое включена), то точка после кавычки не ставится. Например:
А. Н. Соколов пишет: «Непонимание есть отсутствие объединения».
Печорин признавался: «Я иногда себя презираю…»

### Английские одиночные кавычки
Особый случай представляет собой употребление в текстах на русском языке английских одиночных (иногда их называют марровскими) кавычек. В такие кавычки, согласно принятым в лексикологии правилам, берётся текст, указывающий значение некоторого слова или словосочетания (обычно иноязычного). Многочисленные примеры применения английских одиночных кавычек можно найти в «Лингвистическом энциклопедическом словаре» (статьи «Лексика», «Словосочетание», «Имя», «Аффикс» и др.), а также в научной и учебной лингвистической литературе. Иногда (особенно в старых научных изданиях) левая открывающая кавычка имеет другой контур, чем в стандартных английских кавычках ( ‛ ) — ‛язык’. Часто именно такое сочетание именуется марровскими кавычками в узком смысле.
Пример на указание этимологии русского слова:
Дама высшего света, обнажавшая лодыжку, бросала обществу XVII в. более сильный вызов, чем сегодняшняя молодая особа, появляющаяся на пляже топлес (от англ. topless ‘без верха’), т. e. в купальном костюме из одной только нижней части.
Допустимо также разделять слово и текст в английских одиночных кавычках посредством тире:
Лингвистика, от лат. lingua — ‘язык’.
Не является обязательным предварять такое слово указанием на язык, если это и так вытекает из контекста:
В немецком языке элементы Frieden ‘мир’ и Kampf ‘борьба’ сочетаются как морфемы.
При необходимости по-немецки можно различить… цветовые оттенки, скажем, при помощи определений himmelblau ‘небесно-голубой’ и dunkelblau ‘тёмно-синий’.
Разъяснение значения слова может быть текстуально отделено от него:
Пациент не может, например, идентифицировать слово carrot, но без затруднений даёт дефиницию слову knowledge, определяя его как ‘making oneself mentally familiar with a subject’.
Пример на совместное использование обычных и английских одиночных кавычек:
Фраза «Вы выходите?» в автобусе или в троллейбусе означает ‘дайте, пожалуйста, пройти’.

### Злоупотребление
Существует проблема гиперкорректного использования кавычек в тех случаях, когда они не нужны, злоупотребление кавычками.

## Кавычки в языках, кроме русского
В британском английском языке пользуются ‘английскими одиночными’ для кавычек первого уровня и “английскими двойными” для ‘кавычек “внутри” кавычек’, в американском английском — наоборот. Также в английском языке (особенно в его американском варианте) точка и запятая зачастую ставятся перед закрывающей кавычкой, а не после, как в русском.
| Особые кавычки (наравне с «ёлочками») существуют в польском языке; такие же кавычки используются в венгерском (наряду с постепенно выходящими из употребления т.н. немецкими „…“), румынском и нидерландском языках.      | „Cytować ‚wewnętrzny’ cytować”               |
| Во французском иногда встречаются «одиночные ёлочки». Кавычки, а также скобки, восклицательный и вопросительный знаки во французском отбиваются неразрывными пробелами.                                                   | « Son ‹ explication › n’est qu’un mensonge » |
| В некоторых европейских языках (например, в Сербии, Черногории, Хорватии, Дании, Швеции, в книгах в Германии и Австрии) открывающая кавычка выглядит как французская закрывающая и наоборот.                              | »citirati«                                   |
| В некоторых странах (например, в Финляндии и Швеции) используются непарные кавычки. | ”lainata” или »noteerata»                    |
| В Венгрии одиночные непарные кавычки используются в языковедческих работах для уточнения значения слова, переводов и т. п. В Финляндии и Швеции такие кавычки употребляются как вариант непарных двойных в любых текстах. | ’várhatatlan’                                |
| В японском языке используются одинарные прямоугольные кавычки «каги». | 「こんばんは」                               |
| В китайском письме также используются прямоугольные кавычки, но в качестве кавычек первого уровня используются двойные угловые, которые в японском языке играют роль вложенных.                                           | 『 引 號 』                                  |

| Язык                     | Обычно используемые | Обычно используемые | Альтернатива | Альтернатива | Дистанция, в пунктах |
| Язык                     | основные            | внутренние          | основные     | внутренние   | Дистанция, в пунктах |
| ------------------------ | ------------------- | ------------------- | ------------ | ------------ | -------------------- |
| Албанский                | «…»                 | ‹…›                 | “…„          | ‘…‚          |                      |
| Английский               | “…”                 | ‘…’                 | ‘…’          | “…”          | 1—2                  |
| Арабский                 | «…»                 | ‹…›                 | “…”          | ‘…’          |                      |
| Армянский                | «…»                 |                     |              |              |                      |
| Африкаанс                | „…”                 | ‚…’                 |              |              |                      |
| Белорусский              | «…»                 | „…“                 | „…“          |              | 1                    |
| Болгарский               | „…“                 | „…“                 |              |              |                      |
| Венгерский               | „…”                 |                     | »…«          |              |                      |
| Греческий                | «…»                 | ‹…›                 | “…”          | ‘…’          | 1                    |
| Датский                  | »…«                 | ›…‹                 | „…“          | ‚…‘          |                      |
| Иврит                    | "…" / '…'           | '…' / <<…>>         |              |              |                      |
| Ирландский               | “…”                 | ‘…’                 |              |              | 1—2                  |
| Исландский               | „…“                 | ‚…‘                 |              |              |                      |
| Испанский                | «…»                 | “…”                 | “…”          | ‘…’          | 0—1                  |
| Итальянский              | «…»                 |                     | “…” / “…„    | ‘…’ / ‘…‚    | 1—2                  |
| Китайский                | 「…」               | 『…』               |              |              |                      |
| Латышский                | „…“                 | „…“                 | "…"          | "…"          |                      |
| Литовский                | „…“                 | ‚…‘                 | "…"          | '…'          |                      |
| Нидерландский            | „…”                 | ‚…’                 | “…”          | ’…’          |                      |
| Немецкий                 | „…“                 | ‚…‘                 | »…«          | ›…‹          |                      |
| Норвежский               | «…»                 | ‘…’                 | „…“          | ,…‘          |                      |
| Польский                 | „…”                 | »…«                 | ”…” / ″…″    |              |                      |
| Португальский            | «…»                 | ‹…›                 | “…”          | ‘…’          | 0—1                  |
| Португальский (Бразилия) | “…”                 | ‘…’                 |              |              | 0—1                  |
| Румынский                | „…”                 | «…»                 |              |              |                      |
| Русский                  | «…»                 | „…“                 | “…”          | ‘…’          |                      |
| Сербский                 | „…“                 | ‚…‘                 | »…«          | ›…‹          |                      |
| Словацкий                | „…“                 | ‚…‘                 | »…«          | ›…‹          |                      |
| Словенский               | „…“                 | ‚…‘                 | »…«          | ›…‹          |                      |
| Турецкий                 | “…”                 | ‘…’                 | «…»          | ‹…›          | 0—1                  |
| Украинский               | «…»                 | „…“                 | „…“          |              |                      |
| Финский                  | ”…”                 | ’…’                 | »…»          | ›…›          |                      |
| Французский              | « … »               | ‹ … ›               | “ … ”        | ‘ … ’        | ¼ em                 |
| Хорватский               | »…«                 | ›…‹                 |              |              |                      |
| Чешский                  | „…“                 | ‚…‘                 | »…«          | ›…‹          |                      |
| Шведский                 | ”…”                 | ’…’                 | »…»          | ›…›          |                      |
| Эстонский                | „…“                 | „…”                 |              |              |                      |
| Японский                 | 「…」               | 『…』               |              |              | 1                    |

### Сочетание кавычек со знаками препинания
Различия между языками проявляются не только во внешнем виде кавычек, но и в том, как они сочетаются со знаками препинания. В частности, в русском языке, если кавычки передают прямую речь, то восклицательный и вопросительный знаки ставятся перед закрывающей кавычкой, тогда как точка и запятая всегда ставятся после закрывающей кавычки.
В американском варианте английского языка точка и запятая всегда ставятся перед закрывающей кавычкой, тогда как в британском английском правила употребления точки и запятой до или после кавычки аналогичны правилам для восклицательного и вопросительного знаков. Двоеточие и точка с запятой всегда ставятся после закрывающей кавычки как в русском, так и в английском языке.

## Другие применения
В ряде популярных языков программирования и разметки (Бейсик, Си, HTML, PHP) в кавычки с обеих сторон заключается значение, присваиваемое строковой (обычно двойные) или символьной (обычно одиночные) переменной (несмотря на то, что текст между кавычками является «строкой», самые внешние кавычки в состав строки не включаются).
В соответствии с Международным кодексом номенклатуры культурных растений, при именовании сортов растений в английском языке, так же, как и в русском, после названия рода или вида сортовой эпитет рекомендуется заключать в одиночные кавычки (Rosa 'New Dawn') либо использовать апостроф (Rosa 'New Dawn').

## Коды кавычек
| Вид | Функция       | Функция       | Юникод                                     | Юникод | Юникод | HTML (мнемоника либо числовой код) | Compose                                                      |
| Вид | В русском     | В английском  | Название                                   | Код    | Код    | HTML (мнемоника либо числовой код) | Compose                                                      |
| Вид | В русском     | В английском  | Название                                   | hex    | dec    | HTML (мнемоника либо числовой код) | Compose                                                      |
| --- | ------------- | ------------- | ------------------------------------------ | ------ | ------ | ---------------------------------- | ------------------------------------------------------------ |
| «   | открывающая   | —             | left-pointing double angle quotation mark  | 00AB   | 0171   | &laquo;                            | Compose + < + <                                              |
| ‹   | открывающая   | —             | single left-pointing angle quotation mark  | 2039   | 8249   | &lsaquo;                           | Compose + . + <                                              |
| »   | закрывающая   | —             | right-pointing double angle quotation mark | 00BB   | 0187   | &raquo;                            | Compose + > + >                                              |
| ›   | закрывающая   | —             | single right-pointing angle quotation mark | 203A   | 8250   | &rsaquo;                           | Compose + . + >                                              |
| „   | открывающая   | —             | double low-9 quotation mark                | 201E   | 8222   | &bdquo;                            | Compose + , + " Compose + " + ,                              |
| ‚   | открывающая   | —             | single low-9 quotation mark                | 201A   | 8218   | &sbquo;                            | Compose + , + ' Compose + ' + ,                              |
| “   | закрывающая   | открывающая   | left double quotation mark                 | 201C   | 8220   | &ldquo;                            | Compose + < + " Compose + " + <                              |
| ‟   | —             | открывающая   | double high-reversed-9 quotation mark      | 201F   | 8223   | &#8223;                            | Комбинации клавиш по умолчанию нет, но можно настроить свою. |
| ‘   | закрывающая   | открывающая   | left single quotation mark                 | 2018   | 8216   | &lsquo;                            | Compose + < + ' Compose + ' + <                              |
| ‛   | —             | открывающая   | single high-reversed-9 quotation mark      | 201B   | 8219   | &#8219;                            | Комбинации клавиш по умолчанию нет, но можно настроить свою. |
| ”   | —             | закрывающая   | right double quotation mark                | 201D   | 8221   | &rdquo;                            | Compose + > + " Compose + " + >                              |
| ’   | —             | закрывающая   | right single quotation mark                | 2019   | 8217   | &rsquo;                            | Compose + > + ' Compose + ' + >                              |
| ⹂   | —             | —             | double low-reversed-9 quotation mark       | 2E42   | 11842  | &#11842;                           | Комбинации клавиш по умолчанию нет, но можно настроить свою. |
| "   | универсальная | универсальная | quotation mark                             | 0022   | 0034   | &quot; или &QUOT;                  | Набирается непосредственно с клавиатуры.                     |

## Ввод с клавиатуры
Существуют альтернативные раскладки клавиатуры, оптимизированные для ввода типографских символов, в том числе кавычек (см., например, типографскую раскладку Ильи Бирмана, официальные и неофициальные версии которой доступны для различных операционных систем). В большинстве текстовых редакторов, таких как проприетарный Microsoft Office, свободный LibreOffice и многих других, возможна настройка автоматического преобразования "простых кавычек" в «ёлочки» или „лапки“.

### X Window System
В X Window System (которая часто применяется в UNIX-подобных операционных системах, в частности — в основанных на ядре Linux) для набора символа французских кавычек следует нажать сначала Compose, затем два раза < или два раза >, в зависимости от того, в какую сторону кавычки должны быть направлены.

### Windows
В Windows нужно включить Num Lock, после чего работает набор на цифровой клавиатуре Alt+0171, Alt+0187 для « », и Alt+0132, Alt+0147 для „ “ соответственно. Для набора английской двойной закрывающей кавычки (”) используется Alt+0148, для одиночных (‘ ’) — Alt+0145 и Alt+0146 соответственно.
В некоторых европейских раскладках ввод ёлочек возможен с помощью сочетаний AltGr+[ и AltGr+] (американская международная), AltGr+z и AltGr+x (канадская международная).

### Mac OS X
В стандартной русской раскладке Mac OS X кавычки набираются следующими сочетаниями клавиш:
| открывающая ёлочка | « | ⌥ Option+⇧ Shift+= |
| закрывающая ёлочка | » | ⌥ Option+=         |
| открывающая лапка  | „ | ⌥ Option+⇧ Shift+/ |
| закрывающая лапка  | “ | ⌥ Option+/         |

### Android
Выбор разных кавычек появляется после нажатия и удержания английских кавычек.